# Oflag XIII-B
L'Oflag XIII-B était un camp de prisonniers de guerre pour officiers (Offizier-Lager), situé initialement à Nuremberg, puis installé à 3 kilomètres au sud d'Hammelburg en Bavière.
Le Lager Hammelburg (camp d'Hammelburg), était auparavant un camp d'entraînement de la Deutsches Heer, ouvert en 1895. Pendant la Première Guerre mondiale, une partie de ce camp sert à interner les prisonniers de guerre des armées alliées. À partir de 1935, la wehrmacht s'en sert à son tour comme camp d'entraînement avant l'arrivée des prisonniers de la Seconde Guerre mondiale. Le Stalag XIII-C, pour les sous-officiers et les hommes du rang, était situé à proximité.

## Histoire
En mai 1941, une partie de l'Oflag XIII-A situé à Nuremberg est détachée du camp principal et renommée Oflag XIII-B. Destiné à recevoir les officiers yougoslaves capturés pendant la campagne des Balkans, ce nouveau camp transfère ses 3 000 prisonniers à Hammelburg en avril 1943. Le 11 janvier 1945, des officiers américains capturés lors de la bataille des Ardennes arrivent au camp. À la fin du même mois, ce sont au total 453 officiers qui sont internés au camp. Ils sont rejoints le 10 mars 1945 par leurs compatriotes faits prisonniers pendant les campagnes d'Afrique du nord, la campagne d'Italie et la bataille de Normandie. À la fin du mois de mars, on compte 1 291 prisonniers américains auxquels il faut ajouter les Yougoslaves du camp originel et certains prisonniers d'autres armées alliées (britanniques, français, polonais, etc),.
Visité par la croix rouge en mars 1945, le camp offre des conditions de vie très précaires. Chaque baraquement compte environ 200 hommes dans un espace restreint dont la température n'excède pas les −7 degrés Celsius lors des mois les plus rigoureux de l'hiver. Outre l'absence d'eau chaude, le nombre de latrines était également insuffisant et les rations alimentaires étaient limitées à 1 070 kcal
Toujours à la fin du mois de mars 1945, le général Patton, dont le gendre John K. Waters y est prisonnier, ordonne à la 4e division blindée de l'U.S Army de libérer le camp. Le 27, un détachement de la division attaque le camp mais subit un cuisant échec. Sur les 300 hommes ayant mené l'attaque, seuls 35 d'entre eux rejoignent leurs lignes, 32 ont été tués et le reste capturé. La soixantaine de véhicules du détachement a été détruite ou capturée,.
Le lendemain, 500 prisonniers américains sont transférés par train vers Nuremberg. Une autre partie des détenus est évacuée lors d'une marche forcée de 300 kilomètres vers le Stalag VII-A à Moosburg an der Isar. Les prisonniers trop faibles pour être évacués restent à Hammelburg avec le personnel médical alors que les gardes délaissent le camp. Le 6 avril 1945, un groupe de la 14e division blindée de l'U.S Army libère le camp sans combats,.

## Prisonniers notables
- Camille Cunin (1912-2004), officier français, Compagnon de la Libération.
- George Juskalian (1914-2010), officier américain.

## Galerie photos

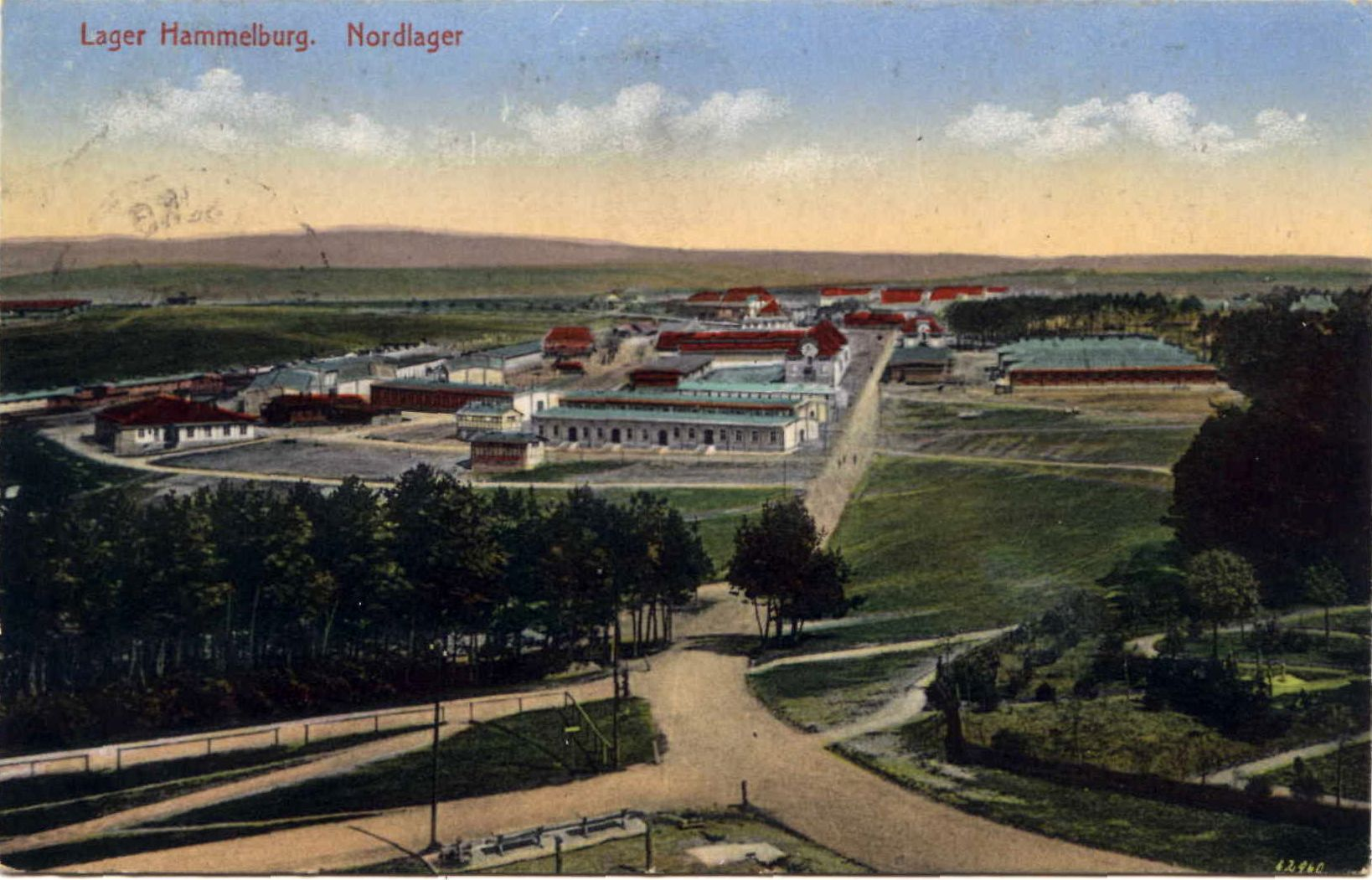
Vue du camp en 1916.